# Futbol'nyj Klub Dinamo Sankt-Peterburg
Il Futbol'nyj Klub Dinamo Sankt-Peterburg (in russo Футбольный клуб Динамо Санкт-Петербург?) è stata una squadra di calcio russa con sede a San Pietroburgo, fondata nel 1923.
Nel 2017-2018, la sua ultima stagione di esistenza, ha militato nella PFNL, la seconda divisione del campionato russo.
Lo stadio Petrovskij, che ospitava le partite interne della squadra, ha una capacità di 21 570 spettatori.

## Storia
Il club venne fondato nel 1922, e dal 1936 si distinse ai massimi livelli calcistici nell'Unione Sovietica.
Dopo la fine della seconda guerra mondiale la squadra prese parte ininterrottamente fino alla stagione 1953 al massimo livello del campionato sovietico di calcio, quando la squadra, dopo venne sciolta. Dal 1954, infatti, il suo posto venne preso da un'altra società di Leningrado, il Trudovye Rezervy Leningrado.
Tra i risultati conseguiti da sottolineare il raggiungimento della semifinale della Coppa dell'Unione Sovietica, traguardo tagliato in tre occasioni: nel 1938, nel 1947 e nel 1952.
Ricostituita nel 1960, ritornò a partecipare al campionato sovietico; dopo due stagioni in seconda serie, fu ammesso alla massima serie prendendo il titolo dei concittadini dell'Admiralteec. Dopo appena due stagioni, però, retrocesse nella seconda serie; vi rimase fino al 1972, quando retrocesse per la prima volta in terza serie.
Partecipò per tre stagioni consecutive ai play-off promozione, fino a conquistare l'agognato salto di categoria nel 1976. Il nuovo percorso in seconda serie non fu dei migliori: la squadra non riuscì mai ad inserirsi nella lotta promozione e dopo tre stagioni retrocesse nuovamente in terza serie. Vi rimase fino al 1989, quando, dopo una serie di campionati non brillanti, retrocesse nella neonata Vtoraja Nizšaja Liga, quarta serie del campionato. Nel 1991 cambiò nome in Prometej-Dinamo e riuscì a vincere il Girone 6 di questo campionato: tale vittoria, però, coincise con la dissoluzione dell'Unione Sovietica: fu pertanto collocato nella seconda serie del neonato campionato russo di calcio, operando, di fatto, un doppio salto di categoria.
Nel 1992, dopo che la città aveva cambiato nome in San Pietroburgo, dal vecchio Leningrado, la squadra retrocesse immediatamente in terza serie; l'anno successivo il club andò incontro ad una nuova retrocessione, finendo nella neonata Tret'ja Liga, quarta serie del campionato. Nel 1995 tornò a chiamarsi Dinamo e ritrovò la terza serie, terminando al secondo posto nel girone 4.
Al termine della stagione 1999 per rinascere nel 2000 come Dinamo-Strojimpul's; dal 2001 tornò a chiamarsi Dinamo-San Pietroburgo, tornando al campionato professionista e vincendo immediatamente sia il proprio girone che i play-off, raggiungendo la seconda serie dopo dieci anni di assenza. La nuova avventura durò due annate: a fine 2003 la squadra retrocesse e il club fallì.
Il club rinacque nel 2007 sulle ceneri del Petrotrest, con un semplice cambio di denominazione: pertanto la squadra poté ripartire subito dalla terza serie. Nel 2009, dopo appena tre stagioni, la squadra vinse il campionato e tornò in seconda serie. Questa ennesima avventura in seconda serie terminò immediatamente: col sedicesimo posto il club retrocesse; inoltre il Petrotrest riacquisì il titolo e la Dinamo disputò i campionati dilettanti.
Nel 2013 il Petrotrest vinse il campionato di terza serie e conquistò l'accesso alla PFN Ligi; in contemporanea le due società si fusero, consentendo alla società un nuovo ritorno in seconda serie. Anche in questo caso l'avventura non fu brillante e alla seconda stagione la squadra finì ultima e retrocesse. Con la vittoria del campionato 2016-2017 la squadra tornò in PFN Ligi; dopo il sesto posto del 2017-2018, ci fu un nuovo colpo di scena: anziché salire in PFN Ligi il club chiuse, trasferendo il titolo sportivo al Soči.

## Allenatori
- Pavel Batyrev (luglio 1936)
- Antonín Fivebr (settembre-dicembre 1936)
- Michail Butusov (1937-1938; 1948-1953)
- Vasilij Cimmerberg (gennaio-settembre 1939)
- Pavel Batyrev (settembre-dicembre 1939)
- Michail Okun' (marzo 1941-novembre 1947)
- Vasilij Lotkov (1960-1961)
- Nikolaj Ljukšinov (1962)
- Gennadij Bondarenko (11 dicembre 1962-15 aprile 1963; 15 dicembre 1966-12 febbraio 1973; 1983-1988)
- Arkadij Alov (1965-1966)
- Vjačeslav Solov'ëv (1969-giugno 1971)
- Anatolij Vasil'ëv (gennaio 1973-aprile 1979)
- Stanislav Belikov (ottobre 1978-novembre 1983)
- Anatolij Zinčenko (1988-1989)
- Vladimir Pronin (1990-1992)
- Vladimir Gončarov (1992-1993)
- Aleksandr Fëdorov (1994-1996)
- Mark Rubin (1997)
- Boris Rapoport (1998-1999)
- Sergej Gerasimec (febbraio-14 giugno 2000)
- Sergej Lomakin (16 giugno 2000-8 aprile 2001; 22 maggio 2011-28 marzo 2002)
- Sergej Vedeneev (9 aprile-21 maggio 2001)
- Dmitrij Galjamin (29 marzo-24 luglio 2002)
- Valerij Gladilin (25 luglio-dicembre 2002)
- Oleg Dolmatov (4 gennaio-21 agosto 2003)
- Vladimir Kazačënok (22 agosto-dicembre 2003)

## Palmarès

### Competizioni nazionali
- Pervenstvo Professional'noj Futbol'noj Ligi: 2

Vtoroj divizion 2001 (Girone Ovest), Vtoroj divizion 2009 (Girone Ovest)
- Vtoraja Liga: 2

1974 (Girone 2), 1976 (Girone 3)
- Vtoraja Nizšaja Liga: 1

1991 (Girone 6)
- Pervenstvo Rossii sredi ljubitel'skich futbol'nych klubov: 1

2020

### Altri piazzamenti
- Coppa dell'Unione Sovietica:

Semifinalista: 1938, 1947, 1952

## Organico

### Rosa 2017-2018
| N. |                    | Ruolo | Calciatore         |
| -- | ------------------ | ----- | ------------------ |
| 1  | Russia (bandiera)  | P     | Egor Generalov     |
| 2  | Russia (bandiera)  | D     | Aleksei Zhitnikov  |
| 3  | Russia (bandiera)  | D     | Artyom Pasko       |
| 4  | Russia (bandiera)  | D     | Oleg Babenkov      |
| 5  | Russia (bandiera)  | C     | Sandro Tsveiba     |
| 7  | Russia (bandiera)  | C     | Yevgeni Pesegov    |
| 8  | Russia (bandiera)  | A     | Dmitri Avramenko   |
| 9  | Armenia (bandiera) | A     | Mikhail Markosov   |
| 10 | Russia (bandiera)  | A     | Maksim Barsov      |
| 11 | Russia (bandiera)  | C     | Maksim Rogov       |
| 13 | Russia (bandiera)  | C     | Aleksandr Korotaev |
| 14 | Russia (bandiera)  | P     | Denis Kniga        |
| 15 | Russia (bandiera)  | D     | Mikhail Kovalenko  |
| 18 | Russia (bandiera)  | C     | Mikhail Kozlov     |
| 20 | Russia (bandiera)  | D     | Igor Yurganov      |

| N. |                   | Ruolo | Calciatore       |
| -- | ----------------- | ----- | ---------------- |
| 24 | Russia (bandiera) | A     | Efrem Vartanyan  |
| 25 | Russia (bandiera) | D     | Andrey Bychkov   |
| 27 | Russia (bandiera) | C     | Valeri Saramutin |
| 32 | Russia (bandiera) | C     | Artem Kulishev   |
| 44 | Russia (bandiera) | D     | Igor Smirnov     |
| 47 | Russia (bandiera) | C     | Andrey Pochipov  |
| 55 | Russia (bandiera) | C     | Pavel Kireyenko  |
| 56 | Russia (bandiera) | C     | Kirill Kostin    |
| 84 | Russia (bandiera) | C     | Oleg Vlasov      |
| 90 | Russia (bandiera) | C     | Ivan Solov'ëv    |
| 91 | Russia (bandiera) | P     | Andrey Zajtsev   |
| 93 | Russia (bandiera) | C     | Andrey Batyutin  |
| 98 | Russia (bandiera) | A     | Bogdan Zhbanov   |
|    | Russia (bandiera) | P     | Denis Kniga      |